# Нижні Яреськи
Нижні Яре́ськи — село в Україні, у Шишацькій селищній громаді Миргородського району Полтавської області. Населення становить 43 осіб. До 2020 орган місцевого самоврядування — Яреськівська сільська рада.

## Географія
Село Нижні Яреськи знаходиться за 2 км від лівого берега річки Псел, за 1,5 км від села Яреськи. Село оточене лісовим масивом (сосна). Поруч проходить залізниця, станція Яреськи.

## Історія
12 червня 2020 року, відповідно до розпорядження Кабінету Міністрів України № 721-р «Про визначення адміністративних центрів та затвердження територій територіальних громад Полтавської області», село увійшло до складу Шишацької селищної громади.
19 липня 2020 року, в результаті адміністративно - територіальної реформи та ліквідації Шишацького району, село увійшло до складу новоутвореного Миргородського району Полтавської області.